# Teatro besteirol
El teatro besteirol (teatro de lo estúpido, en español) es un género y movimiento teatral nacido en Río de Janeiro en la década de los años 1980. Se caracteriza por un humor anárquico, por la falta de compromiso sociopolítico y por la ruptura con la llamada “cultura erudita”. Desprovisto de preconceptos, incorporó diversas referencias culturales brasileñas y caricaturizó el comportamiento cotidiano. Las obras suelen ser protagonizadas por una pareja de actores. Se utilizan gags con referencias a filmes, obras de teatro, programas de televisión y al comportamiento de los habitantes de las zonas urbanas de poder adquisitivo alto. Estas referencias siempre están impregnadas de una mirada crítica.
El nombre del género fue puesto por el crítico Macksen Luiz que, en la edición de septiembre de 1980 de la revista Isto É, escribió sobre la obra “1001 encarnaciones de Pompeu Loredo” de Mauro Rasi y Vicente Pereira. Decía Luiz: “La mejor definición de la pieza puede ser resumida en un neologismo carioca, lunfardo playero, que significa exactamente aquello que la palabra resume: Besteirol (conjunto de estupideces). Esta divertida bobada seguramente tenga gran éxito de público”.
Para Bárbara Heliodora, crítica de teatro del diario carioca O Globo, el besteirol fue una especie de heredero de la tradicional comedia costumbrista, el lado más fuerte de la dramaturgia brasileña. “Luego de la época negra de la censura, la aparición del besteirol se presentó como una forma de comunicación inmediata. Fue un instrumento óptimo para que el teatro comenzase a atraer nuevamente a un público que estaba un tanto alejado”, sostiene Heliodora.
Sin embargo, el nombre dado al movimiento no fue del todo aceptado por varios actores que formaron parte de esa generación teatral brasileña. “Quizá a causa del nombre muchos piensan que se trata de algo tonto o estúpido, aunque no lo es”, afirma Heliodora. Los textos rápidos y de fácil consumo reflejaban el momento en que fueron escritos, en contraste con los del teatro comprometido de la época de la dictadura militar (1964-1985).
La apertura democrática y el fin de la censura colaboraron para que los textos incluyeran críticas y transmitieran el clima de libertad. Entre los artistas del movimiento, se destacaron Miguel Magno, Ricardo Almeida, Vicente Pereira, Guilherme Karan, Miguel Falabella y Mauro Rasi, entre otros.
Algunas de las obras que marcaron esta época son: “Quien le teme a Italia Fausta”, “Bar Doce Bar” (Bar dulce bar), “C... de Canastra”, “Batalha de Arroz Num Ringue Para Dois” (Batalla de arroz en un ring para dos) y “Pedra, a Tragédia” (Piedra, la tragedia). Uno de los momentos altos del movimiento fue la escena de Falabella y Karam en el sauna, de la obra “Sereias da Zona Sul” (Sirenas de la Zona Sur).
Al final de los 80 el besteirol cayó en desuso, pero su marca permanece viva en el teatro brasileño.
Existe un importante paralelismo entre el teatro besteirol y el Teatro de lo ridículo, género nacido en los Estados Unidos en 1965 y una de cuyas obras más conocidas es “El misterio de Irma Vap” de Charles Ludlam. También se lo relaciona con la Movida madrileña, uno de cuyos exponentes más notorios es Pedro Almodóvar.